# Rodzina Lucchese
Rodzina Lucchese – jedna z rodzin mafijnych Nowego Jorku. Wchodzi w skład Pięciu Rodzin i jest częścią utworzonego w wyniku wojny castellammaryjskiej w 1931 roku Syndykatu.

## Początki Rodziny
Początki organizacji przestępczej sięgają lat dwudziestych XX wieku kiedy to najważniejszym bossem nowojorskiego półświatka przestępczego był Joe Masseria.
Jednym z jego podwładnych był Gaetano „Tom” Reina, którego gang odpowiadał za interesy przestępcze na terenie Bronxu. Reina nie był jednak zadowolony z rządów „Joego Bossa”, który ściągał – według niego – zbyt wysokie haracze za umożliwienie swobodnego działania na podległym terenie.
W 1927 roku do Nowego Jorku przybył Salvatore Maranzano, który przystąpił – zgodnie z wolą capo di tutti capi mafii sycylijskiej dona Vita Cascio-Ferry – do opanowania całego nowojorskiego półświatka przestępczego. 
Konflikt był nie do uniknięcia – w 1929 roku doszło do wybuchu wojny między obozem Masserii i Maranzany, która przeszła do historii jako wojna castellammaryjska.
Reina po cichu zaczął sprzyjać Maranzano, co nie uszło uwadze „Szczęściarzowi” Lucianie ówczesnemu wspólnikowi Masserii. Podwójna gra Reiny nie była mu na rękę – obawiał się, że jego wspólnicy (Gaetano „Tommy” Gagliano i Tommy Lucchese – młode wilki organizacji) mogliby paść ofiarą zemsty Masserii, gdyby ten dowiedział się o zdradzie Reiny. 
Ostatecznie Luciano, Gagliano i Lucchese uzgodnili, że należy pozbyć się tego ostatniego. Wyrok wykonał inny aspirujący mafiozo, Vito Genovese, 26 lutego 1930 roku na brooklyńskiej ulicy.
Masseria, przekonany, że za śmierć Reiny odpowiada Maranzano, wybrał na jego następcę niejakiego Josepha „Joego” Pinzolę, ale i on padł ofiarą zamachu – został zastrzelony we wrześniu 1930 roku przez Lucchesego i jego wspólnika. Masseria uwierzył ponownie, że za zabójstwem Pinzoli stoi Maranzano.
Luciano zdecydował wówczas, aby Gagliano i Lucchese po cichu (za plecami Masserii) przeszli na stronę Maranzany – w ten sposób uzyskał szpiegów w jego szeregach. Luciano już wtedy snuł plany o pozbyciu się obydwu starych bossów.
15 kwietnia 1931 roku zginął Masseria; w ramach podziękowania Maranzano przekazał Lucianie przywództwo nad byłą rodziną Masserii, zaś Gagliano (zastępcą został Lucchese) objął stery nad niedobitkami Reiny.
10 września 1931 roku zginął Salvatore Maranzano zastrzelony przez żydowskich cyngli wynajętych od Meyera Lansky’ego; szczególną rolę w zabójstwie bossa odegrał Lucchese, do którego zaufanie miał Maranzano – to on wskazał właściwy cel zabójcom.
Zwycięzcy wojny castellammaryjskiej – głównie Luciano, Lucchese, Genovese, Frank Costello i ich żydowscy wspólnicy z Meyerem Lanskym na czele – ostatecznie ustalili podział nowojorskiej mafii na „Pięć Rodzin” (powstały wówczas rodziny Luciano, Mangano, Bonanno, Profaci i Gagliano); zniesiono stanowisko capo di tutti capi oraz powołano Narodowy Syndykat wraz z Komisją Syndykatu.

## Era Lucchesego
Lucchese uchodził za jednego z najinteligentniejszych gangsterów swoich czasów; potrafił skutecznie – jak Frank Costello – korumpować urzędników państwowych. Cieszył się szacunkiem swoich podwładnych. Pomimo że był wielokrotnie aresztowany za liczne przestępstwa (m.in. włamiania, kradzieże pojazdów, paserstwo, był również podejrzewany o udział w 30 zabójstwach) uniknął wyroków skazujących w swojej ponad 40-letniej karierze przestępczej. 
Po zakończonej wojnie został lojalnym zastępcą Gagliany. Ich współpraca trwała aż do śmierci bossa (1951 lub 1953). Wówczas Lucchese stanął na czele rodziny, która od tej pory przyjęła nazwę rodziny Lucchese.
Lucchese przez następne lata rozszerzał wpływy organizacji, głównie na terenie Nowego Jorku i New Jersey. Organizacja przestępcza przez niego kierowana zajmowała się nielegalnym hazardem i licznymi przekrętami w przemyśle odzieżowym (zastraszaniem pracowników i związkowców, wypłacaniem niższych pensji). Boss zaangażował się w politykę – po dymisji Williama O’Dwyera w wyborach na stanowisko burmistrza Nowego Jorku poparł Vincenta Impellitterego, który wygrał wybory, a następnie zapewnił mu reelekcję. Był bliskim znajomym Thomasa Murphy’ego, byłego prokuratora federalnego. Impellitteri mianował później, na prośbę Lucchesego, Murphy'ego na stanowisko komisarza policji.
Lucchese zmarł z przyczyn naturalnych 13 lipca 1967 roku – cierpiał na chorobę wieńcową; wcześniej przebył operację guza mózgu.

## Kolejni przywódcy
Przywództwo nad rodziną przeszło w ręce Carminego Trumuntego, który nie cieszył się wielkim szacunkiem wśród podwładnych i został zastąpiony przez Anthony’ego „Tony’ego Duksa” Corallę.
Pod jego rządami Lucchese zajmowali się głównie:
- hazardem
- lichwą
- handlem narkotykami
- włoską loterią
- wymuszeniami
- utylizacją odpadów komunalnych
- kontraktami budowlanymi
- przekrętami w przemyśle odzieżowym

Anthony Corallo zamieszany był w wielką aferę korupcyjną z udziałem burmistrza Nowego Jorku Johna Lindsaya oraz Carminego DeSapii (przedstawiciela Partii Demokratycznej i kontrkandydata Williama O'Dwyera) i Jamesa Marcusa (zaufanego człowieka Lindsaya). Dodatkowo ciążyły na nim poważne zarzuty (m.in. handlu narkotykami, lichwy, wymuszeń) – w sumie groziło mu 100 lat pozbawienia wolności. W 1987 roku został postawiony w stan oskarżenia. Nowym przywódcą został wskazany przez niego bliski współpracownik Aniello Migliore. 
Nie ustrzegło to rodziny przed problemami – rozpoczęły się krwawe porachunki wewnętrzne oraz masowe aresztowania ze strony organów ścigania.
Na czele rodziny stanął wówczas krwiożerczy duet Vic Amuso i „Gazrurka” Casso (w skrócie A&C); opornych gangsterów eliminowali, co z oczywistych powodów nie budziło sympatii wśród członków organizacji. Obaj ostatecznie trafili do więzienia na dożywocie.
Ich następcą został Joseph DeFede, ale i on w 1998 roku został oskarżony na nielegalne praktyki w przemyśle odzieżowym; jego proces rozpoczął kolejną wewnętrzną wojnę. Mimo to rodzina Lucchese, licząca około 120 mafiozów, pozostała silną i wpływową organizacją przestępczą, która chętnie korzystała ze współpracy z rodzinami Gambino i Genovese.
Po roku 2000 nowym bossem został Steven Crea, który miał do perfekcji opanować nielegalne sztuczki w przemyśle odzieżowym (domena Lucchese), ale i on również został skazany.
Pomimo upadków kolejnych bossów rodzina Lucchese pozostaje nadal wpływową organizacją przestępczą Nowego Jorku, blisko współprcującą z rodzinami Gambino i Genovese.